# آلان ر. بوسورث
آلان ر. بوسورث (بالإنجليزية: Allan R. Bosworth)‏ (29 أكتوبر 1901 - 18 يوليو 1986)؛ صحفي، ضابط وروائي أمريكي.